# Adam Aamann
Adam Aamann-Christensen (født 1974) er kok og tv-vært i programmet Madmagasinet på DR1. Adam Aamann modtog i 2007 Det Danske Gastronomiske Akademis hædersdiplom for sin indsats for at fremme det danske smørrebrød.
Medvært på det SVT´s Trädgårdstider, som sendes på DrTv Dage i haven, 2024.
Adam afløser Tareq Taylor som også var medvært på Trädgårdstider, hvor Taylor også var kok, her var han medvært med John Taylor, Malin Persson og Pernilla Månsson Colt.